# پرونده آلمریا
پرونده آلمریا (به اسپانیایی: El caso Almería)(انگلیسی: The Almería Case) یک فیلم سینمایی اسپانیایی محصول سال ۱۹۸۴ به کارگردانی پدرو کاستا موسته است.

## خلاصه داستان
این فیلم داستان سه مرد را که در سال ۱۹۸۱ میلادی توسط گاردیا مدنی شکنجه و کشته شدند، را روایت می‌کند.

## بازیگران اصلی
- آگوستین گونسالس
- فرناندو گی‌ین
- مانوئل الکساندره
- مارگاریتا کالاهورا
- Iñaki Miramón
- پدرو دیاز دل کورال
- آنتونیو باندراس
- خوان اکانو